# International Conference on Computer Vision
International Conference on Computer Vision (ICCV) est une conférence en vision par ordinateur bisannuelle organisée par l'IEEE, en alternance avec ECCV.
ICCV est considérée par plusieurs classements comme l'une des meilleures conférences en vision par ordinateur,,,, avec CVPR et ECCV. Avec le gain en popularité de l'intelligence artificielle à la fin des années 2010, elle devient même une « publication phare », toutes disciplines scientifiques confondues: en 2024, Google Scholar la classait 13e et 25e en 2025, son classement variant significativement du fait de son rythme de publication bi-annuel.

Le taux d'acceptation d'ICCV est autour de 20 %, avec environ 4 % des articles acceptés pour présentation orale.
Comme la plupart des conférences IEEE, ICCV comprend des tutoriels, des sessions techniques et des séances posters, parfois en parallèle. La conférence se déroule généralement sur quatre à cinq jours.
En 2021, la conférence devait avoir lieu à Montreal (Canada) mais fut organisée virtuellement en raison de la Pandémie de Covid-19.

## Distinctions et prix
La meilleure publication de la conférence reçoit le Marr Prize, prix nommé d'après David Marr. Un autre prix récompense le meilleur article dont le premier auteur était étudiant au moment de la soumission. Enfin, un ou plusieurs articles sont distingués par un prix de « mention d'honneur » (ICCV Best Paper Honorable Mention Award).
Chaque année, un article publié à ICCV au moins 10 ans auparavant et qui a eu un fort impact sur la vision par ordinateur est récompensé par le prix Helmholtz. Ce prix est nommé d'après le médecin et physicien Hermann von Helmholtz et n'a aucun rapport avec la Médaille Helmholtz, le Prix Helmholtz ou un quelconque prix portant ce nom en physique ou neurosciences. Avant 2013, ce prix s'appelait le Test of Time Award.
Le Azriel Rosenfeld Award ou Azriel Rosenfeld Lifetime Achievement Award, en hommage à Azriel Rosenfeld, récompense une personne dont la carrière dans la recherche a été exceptionnelle et a dont les contributions ont eu un fort impact en vision par ordinateur. Un ou plusieurs chercheurs ayant fait des contributions particulièrement remarquables dans le domaines sont aussi distingués par le PAMI Distinguished Researcher Award. Les récipendiaires du prix Azriel Rosenfeld sont:
| Year | Winner(s)          |
| ---- | ------------------ |
| 2023 | Edward Adelson     |
| 2021 | Ruzena Bajcsy      |
| 2019 | Shimon Ullman      |
| 2017 | Tomaso Poggio      |
| 2015 | Olivier Faugeras   |
| 2013 | Jan Koenderink     |
| 2011 | Thomas Huang       |
| 2009 | Berthold K.P. Horn |
| 2007 | Takeo Kanade       |

## Conférences passées
| Année | Ville (Pays)            | Notes (site, articles)   | ISBN                                                             |
| ----- | ----------------------- | ------------------------ | ---------------------------------------------------------------- |
| 2023  | Paris (France)          | site articles            | (ISBN 979-8-3503-0718-4)                                         |
| 2021  | Virtuelle               | site articles            | (ISBN 978-1-6654-2812-5)                                         |
| 2019  | Séoul (Corée du sud)    | site articles            | (ISBN 978-1-7281-4803-8)                                         |
| 2017  | Venise (Italie)         | site articles            | (ISBN 978-1-5386-1032-9)                                         |
| 2015  | Santiago (Chili)        | site articles            | (ISBN 978-1-4673-8391-2) (workshop: (ISBN 978-1-4673-9711-7)     |
| 2013  | Sydney (Australie)      | site articles            | (ISBN 978-1-4799-2839-2)                                         |
| 2011  | Barcelone (Espagne)     | site articles            | (ISBN 978-1-4577-1101-5) (workshop: (ISBN 978-1-4673-0062-9)     |
| 2009  | Kyoto (Japon)           | site articles            | (ISBN 0-7695-1143-0)                                             |
| 2007  | Rio de Janeiro (Brésil) | site articles            | (ISBN 978-3-540-75772-6) (workshop HCI: (ISBN 978-3-540-75772-6) |
| 2005  | Beijing (Chine)         | articles populaires      | (ISBN 3-540-29620-4) (workshop HCI: (ISBN 3-540-29620-4)         |
| 2003  | Nice (France)           | site articles populaires | (ISBN 0-7695-1950-4)                                             |
| 2001  | Vancouver (Canada)      | articles populaires      | (ISBN 978-07-6951-144-3)                                         |
| 1999  | Corfou (Grèce)          | site                     | (ISBN 3-540-67973-1)                                             |
| 1998  | Bombay (Inde)           | site                     | (ISBN 978-81-7319-221-0)                                         |
| 1995  | Cambridge (USA)         |                          | (ISBN 0-8186-7042-8)                                             |
| 1993  | Berlin (Allemagne)      |                          | (ISBN 0-8186-3870-2)                                             |
| 1990  | Osaka (Japon)           |                          | (ISBN 0-8186-2057-9)                                             |
| 1988  | Tampa (USA)             |                          | (ISBN 0-8186-0883-8)                                             |
| 1987  | Londres (Royaume-Uni)   |                          |                                                                  |